# Список наград и номинаций Канье Уэста
Список наград и номинаций американского рэпера и продюсера Канье Уэста включает в себя премии и номинации, полученные им с момента начала его музыкальной карьеры в 1996 году. Дебютный альбом Канье Уэста, The College Dropout, выпущенный в 2004 году, стал четырежды платиновым в США. Альбом, Late Registration, выпущенный в 2005 году, и альбом Graduation 2007 года стали платиновыми пять раз. Последующие альбомы также имели успех: 808s & Heartbreak 2008 года и My Beautiful Dark Twisted Fantasy 2010 года стали платиновыми трижды, а Yeezus 2013 года и The Life of Pablo 2016 года — дважды. Альбомы Ye (2018) и Donda (2021) стали платиновыми. Все альбомы Уэста находились на первой строчке чарта Billboard 200, за исключением дебютного альбома, попавшего на вторую строчку.
По состоянию на 2016 год Канье Уэст получил более четырёхсот номинаций на различных премиях. В их число входят 57 номинаций на премию «Грэмми», из которых Уэст выиграл 21, благодаря чему он является одним из рекордсменов по числу выигранных номинаций и рекордсменом среди хип-хоп-музыкантов, а также артистов своего возраста. Помимо этого он выиграл многочисленные награды на премиях BET Awards, BET Hip Hop Awards и MTV Video Music Awards.

## American Music Awards
American Music Award — американская музыкальная премия, вручаемая за выдающиеся достижения в области звукозаписывающей индустрии. Уэст был номинирован на неё девять раз и выиграл две награды.
| Год  | Номинирован за                                            | Награда                                     | Итог      | И      |
| ---- | --------------------------------------------------------- | ------------------------------------------- | --------- | ------ |
| 2004 | Канье Уэст                                                | Лучший новый исполнитель                    | Номинация | [ 6 ]  |
| 2004 | Канье Уэст                                                | Лучший рэп/хип-хоп исполнитель среди мужчин | Номинация | [ 6 ]  |
| 2004 | The College Dropout                                       | Лучший рэп/хип-хоп альбом                   | Номинация | [ 6 ]  |
| 2006 | Канье Уэст                                                | Лучший рэп/хип-хоп исполнитель среди мужчин | Номинация | [ 7 ]  |
| 2008 | Graduation                                                | Лучший рэп/хип-хоп альбом                   | Победа    | [ 8 ]  |
| 2008 | Канье Уэст                                                | Лучший рэп/хип-хоп исполнитель среди мужчин | Победа    | [ 8 ]  |
| 2011 | Канье Уэст                                                | Лучший рэп/хип-хоп исполнитель              | Номинация | [ 9 ]  |
| 2011 | Watch the Throne                                          | Лучший рэп/хип-хоп альбом                   | Номинация | [ 9 ]  |
| 2015 | «FourFiveSeconds» (совместно с Рианной и Полом Маккартни) | Лучшая совместная работа                    | Номинация | [ 10 ] |

## ASCAP Rhythm & Soul Music Awards
ASCAP Rhythm & Soul Music Awards — ежегодная премия, проводимая Американским обществом композиторов, авторов и издателей (англ. ASCAP). Уэст получил девять наград.
| Год  | Номинирован за                                                               | Награда                     | Итог   | И      |
| ---- | ---------------------------------------------------------------------------- | --------------------------- | ------ | ------ |
| 2005 | «All Falls Down» (совместно с Сайлиной Джонсон)                              | Награждённая рэп-композиция | Победа | [ 11 ] |
| 2005 | «Jesus Walks»                                                                | Награждённая рэп-композиция | Победа | [ 11 ] |
| 2005 | «Slow Jamz» (Twista совместно с Канье Уэстом и Jamie Foxx)                   | Награждённая рэп-композиция | Победа | [ 11 ] |
| 2005 | «Stand Up» (как композитор)                                                  | Награждённая рэп-композиция | Победа | [ 11 ] |
| 2009 | «Good Life»                                                                  | Награждённая рэп-композиция | Победа | [ 12 ] |
| 2009 | «Put On» (Young Jeezy совместно с Канье Уэстом)                              | Награждённая рэп-композиция | Победа | [ 12 ] |
| 2011 | «Forever» (Дрейк совместно с Канье Уэстом, Lil Wayne и Eminem)               | Награждённая рэп-композиция | Победа | [ 13 ] |
| 2012 | «All of the Lights» (совместно с Рианной, Kid Cudi и Ферги)                  | Награждённая рэп-композиция | Победа | [ 14 ] |
| 2016 | «All Day» (совместно с Теофилусом Лондоном, Allan Kingdom и Полом Маккартни) | Награждённая рэп-композиция | Победа | [ 15 ] |

## BET Awards
BET Awards — ежегодная премия, вручаемая телеканалом Black Entertainment Television. Уэст был номинирован на неё 33 раза и выиграл 10 наград.
| Год  | Номинирован за                                                                        | Награда                            | Итог      | И      |
| ---- | ------------------------------------------------------------------------------------- | ---------------------------------- | --------- | ------ |
| 2004 | «All Falls Down» (совместно с Сайлиной Джонсон)                                       | Приз зрительских симпатий          | Номинация | [ 16 ] |
| 2004 | Канье Уэст                                                                            | Лучший хип-хоп-артист среди мужчин | Номинация | [ 16 ] |
| 2004 | Канье Уэст                                                                            | Лучший новый артист                | Победа    | [ 17 ] |
| 2004 | «Slow Jamz» (совместно с Twista и Jamie Foxx)                                         | Лучшая совместная работа           | Номинация | [ 16 ] |
| 2005 | «Jesus Walks»                                                                         | Видео года                         | Победа    | [ 18 ] |
| 2005 | Канье Уэст                                                                            | Лучший хип-хоп-артист среди мужчин | Победа    | [ 18 ] |
| 2005 | Канье Уэст                                                                            | Лучший госпел-артист               | Номинация | [ 19 ] |
| 2006 | «Gold Digger» (совместно с Jamie Foxx)                                                | Видео года                         | Победа    | [ 20 ] |
| 2006 | «Gold Digger» (совместно с Jamie Foxx)                                                | Лучшая совместная работа           | Победа    | [ 20 ] |
| 2006 | Канье Уэст                                                                            | Лучший хип-хоп-артист среди мужчин | Номинация | [ 21 ] |
| 2008 | Канье Уэст                                                                            | Лучший хип-хоп-артист среди мужчин | Победа    | [ 22 ] |
| 2008 | «Good Life» (совместно с T-Pain)                                                      | Лучшая совместная работа           | Победа    | [ 22 ] |
| 2008 | «Good Life» (совместно с T-Pain)                                                      | Видео года                         | Номинация | [ 22 ] |
| 2009 | «Love Lockdown»                                                                       | Приз зрительских симпатий          | Номинация | [ 23 ] |
| 2009 | «Heartless»                                                                           | Видео года                         | Номинация | [ 23 ] |
| 2009 | Канье Уэст                                                                            | Лучший хип-хоп-артист среди мужчин | Номинация | [ 23 ] |
| 2010 | «Forever» (Дрейк совместно с Канье Уэстом, Lil Wayne и Eminem)                        | Лучшая совместная работа           | Номинация | [ 21 ] |
| 2011 | Канье Уэст                                                                            | Лучший хип-хоп-артист среди мужчин | Победа    | [ 24 ] |
| 2011 | Канье Уэст                                                                            | Режиссёр года                      | Номинация | [ 25 ] |
| 2011 | «Runaway»                                                                             | Видео года                         | Номинация | [ 25 ] |
| 2011 | «All of the Lights» (совместно с Рианной, Kid Cudi и Ферги)                           | Лучшая совместная работа           | Номинация | [ 26 ] |
| 2012 | «Niggas in Paris» (совместно с Jay-Z)                                                 | Видео года                         | Номинация | [ 27 ] |
| 2012 | «Otis» (совместно с Jay-Z и Отисом Реддингом)                                         | Видео года                         | Победа    | [ 27 ] |
| 2012 | «Otis» (совместно с Jay-Z и Отисом Реддингом)                                         | Приз зрительских симпатий          | Номинация | [ 27 ] |
| 2012 | «Otis» (совместно с Jay-Z и Отисом Реддингом)                                         | Лучшая совместная работа           | Номинация | [ 27 ] |
| 2012 | «Marvin Gaye & Chardonnay» (Big Sean совместно с Канье Уэстом и Roscoe Dash)          | Лучшая совместная работа           | Номинация | [ 27 ] |
| 2012 | Канье Уэст                                                                            | Режиссёр года                      | Номинация | [ 27 ] |
| 2012 | The Throne (Jay-Z и Канье Уэст)                                                       | Лучшая группа                      | Победа    | [ 27 ] |
| 2013 | «Mercy» (совместно с Big Sean, Pusha T и 2 Chainz)                                    | Видео года                         | Номинация | [ 28 ] |
| 2013 | «Mercy» (совместно с Big Sean, Pusha T и 2 Chainz)                                    | Лучшая совместная работа           | Номинация | [ 28 ] |
| 2013 | The Throne (Jay-Z и Канье Уэст)                                                       | Лучшая группа                      | Номинация | [ 28 ] |
| 2016 | Канье Уэст                                                                            | Лучший хип-хоп-артист среди мужчин | Номинация | [ 29 ] |
| 2016 | «One Man Can Change the World» (Big Sean совместно с Канье Уэстом и Джоном Леджендом) | Лучшая совместная работа           | Номинация | [ 29 ] |

## BET Hip Hop Awards
BET Hip Hop Awards — ежегодная премия телеканала Black Entertainment Television, присуждаемая лучшим музыкантам, работающим в жанре хип-хоп. Уэст получил 72 номинации, из которых он выиграл 17.
| Год  | Номинирован за                                                                        | Награда                                  | Итог      | И      |
| ---- | ------------------------------------------------------------------------------------- | ---------------------------------------- | --------- | ------ |
| 2006 | Канье Уэст                                                                            | Продюсер года                            | Номинация | [ 30 ] |
| 2006 | Канье Уэст                                                                            | Лучшее выступление вживую                | Номинация | [ 30 ] |
| 2006 | Late Registration                                                                     | Хип-хоп альбом года                      | Номинация | [ 30 ] |
| 2007 | Канье Уэст                                                                            | Лирик года                               | Номинация | [ 31 ] |
| 2007 | Канье Уэст                                                                            | Продюсер года                            | Номинация | [ 31 ] |
| 2007 | Канье Уэст                                                                            | Лучшее выступление вживую                | Победа    | [ 31 ] |
| 2007 | «Stronger»                                                                            | Лучшее хип-хоп видео                     | Победа    | [ 31 ] |
| 2008 | «Good Life» (совместно с T-Pain)                                                      | Композиция года                          | Номинация | [ 32 ] |
| 2008 | «Good Life» (совместно с T-Pain)                                                      | Лучшее хип-хоп видео                     | Победа    | [ 21 ] |
| 2008 | «Good Life» (совместно с T-Pain)                                                      | Лучшая совместная работа в жанре хип-хоп | Номинация | [ 32 ] |
| 2008 | Канье Уэст                                                                            | Лирик года                               | Номинация | [ 32 ] |
| 2008 | Канье Уэст                                                                            | Лучший артист года                       | Номинация | [ 32 ] |
| 2008 | Канье Уэст                                                                            | Лучший артист, выступающий вживую        | Победа    | [ 21 ] |
| 2008 | Graduation                                                                            | Альбом года                              | Номинация | [ 32 ] |
| 2008 | «Put On» (Young Jeezy совместно с Канье Уэстом)                                       | Приз зрительских симпатий                | Номинация | [ 32 ] |
| 2009 | «Put On» (Young Jeezy совместно с Канье Уэстом)                                       | Лучшая совместная работа в жанре хип-хоп | Номинация | [ 33 ] |
| 2009 | Канье Уэст                                                                            | Лучший артист, выступающий вживую        | Номинация | [ 33 ] |
| 2009 | Канье Уэст                                                                            | Лирик года                               | Номинация | [ 33 ] |
| 2009 | Канье Уэст                                                                            | Продюсер года                            | Победа    | [ 21 ] |
| 2009 | Канье Уэст                                                                            | Лучший артист года                       | Номинация | [ 33 ] |
| 2009 | Канье Уэст                                                                            | Самый стильный артист                    | Номинация | [ 33 ] |
| 2009 | Канье Уэст                                                                            | Делец года                               | Номинация | [ 33 ] |
| 2009 | 808s & Heartbreak                                                                     | Альбом года                              | Номинация | [ 33 ] |
| 2009 | «Amazing» (совместно с Young Jeezy)                                                   | Приз зрительских симпатий                | Номинация | [ 33 ] |
| 2010 | Канье Уэст                                                                            | Лучший артист, выступающий вживую        | Номинация | [ 34 ] |
| 2010 | Канье Уэст                                                                            | Самый стильный артист                    | Номинация | [ 34 ] |
| 2010 | Канье Уэст                                                                            | Приз зрительских симпатий                | Номинация | [ 34 ] |
| 2010 | «Forever» (Дрейк совместно с Канье Уэстом, Lil Wayne и Eminem)                        | Лучшая группа                            | Номинация | [ 34 ] |
| 2010 | «Run This Town» (Jay Z совместно с Рианной и Канье Уэстом)                            | Лучшее хип-хоп видео                     | Номинация | [ 35 ] |
| 2011 | «All of the Lights» (совместно с Рианной, Kid Cudi и Ферги)                           | Лучшее хип-хоп видео                     | Номинация | [ 36 ] |
| 2011 | «All of the Lights» (совместно с Рианной, Kid Cudi и Ферги)                           | Приз зрительских симпатий                | Номинация | [ 36 ] |
| 2011 | Канье Уэст                                                                            | Лучший артист, выступающий вживую        | Номинация | [ 36 ] |
| 2011 | Канье Уэст                                                                            | Лирик года                               | Номинация | [ 36 ] |
| 2011 | Канье Уэст                                                                            | Режиссёр года                            | Номинация | [ 36 ] |
| 2011 | Канье Уэст                                                                            | Продюсер года                            | Номинация | [ 36 ] |
| 2011 | Канье Уэст                                                                            | Лучший артист года                       | Номинация | [ 36 ] |
| 2011 | Канье Уэст                                                                            | Самый стильный артист                    | Номинация | [ 36 ] |
| 2011 | Канье Уэст                                                                            | Делец года                               | Номинация | [ 36 ] |
| 2011 | My Beautiful Dark Twisted Fantasy                                                     | Альбом года                              | Победа    | [ 21 ] |
| 2012 | «Mercy» (совместно с Big Sean, Pusha T и 2 Chainz)                                    | Лучший клубный хит                       | Номинация | [ 37 ] |
| 2012 | «Mercy» (совместно с Big Sean, Pusha T и 2 Chainz)                                    | Лучшее хип-хоп видео                     | Номинация | [ 37 ] |
| 2012 | «Mercy» (совместно с Big Sean, Pusha T и 2 Chainz)                                    | Лучшая группа                            | Победа    | [ 38 ] |
| 2012 | «Mercy» (совместно с Big Sean, Pusha T и 2 Chainz)                                    | Приз зрительских симпатий                | Номинация | [ 37 ] |
| 2012 | «Niggas in Paris» (совместно с Jay Z)                                                 | Приз зрительских симпатий                | Номинация | [ 37 ] |
| 2012 | «Niggas in Paris» (совместно с Jay Z)                                                 | Лучший клубный хит                       | Победа    | [ 38 ] |
| 2012 | «Niggas in Paris» (совместно с Jay Z)                                                 | Композиция года                          | Победа    | [ 38 ] |
| 2012 | «Murder To Excellence» (совместно с Jay Z)                                            | Композиция, оказавшая наибольшее влияние | Номинация | [ 37 ] |
| 2012 | Watch the Throne (совместно с Jay Z)                                                  | Альбом года                              | Победа    | [ 38 ] |
| 2012 | The Throne (Jay Z и Канье Уэст)                                                       | Лучший артист, выступающий вживую        | Победа    | [ 38 ] |
| 2012 | Канье Уэст                                                                            | Лучший артист, выступающий вживую        | Номинация | [ 37 ] |
| 2012 | Канье Уэст                                                                            | Лирик года                               | Номинация | [ 37 ] |
| 2012 | Канье Уэст                                                                            | Режиссёр года                            | Номинация | [ 37 ] |
| 2012 | Канье Уэст                                                                            | Продюсер года                            | Победа    | [ 38 ] |
| 2012 | Канье Уэст                                                                            | Лучший артист года                       | Номинация | [ 37 ] |
| 2012 | Канье Уэст                                                                            | Самый стильный артист                    | Победа    | [ 38 ] |
| 2012 | Канье Уэст                                                                            | Делец года                               | Номинация | [ 37 ] |
| 2013 | Канье Уэст                                                                            | Делец года                               | Номинация | [ 39 ] |
| 2013 | Канье Уэст                                                                            | Лучший артист, выступающий вживую        | Номинация | [ 39 ] |
| 2013 | Канье Уэст                                                                            | Самый стильный артист                    | Номинация | [ 39 ] |
| 2013 | «Black Skinhead»                                                                      | Композиция, оказавшая наибольшее влияние | Номинация | [ 39 ] |
| 2014 | Канье Уэст                                                                            | Самый стильный артист                    | Номинация | [ 40 ] |
| 2014 | Канье Уэст                                                                            | Лучший артист, выступающий вживую        | Победа    | [ 41 ] |
| 2015 | Канье Уэст                                                                            | Лучший артист, выступающий вживую        | Номинация | [ 42 ] |
| 2015 | Канье Уэст                                                                            | Продюсер года                            | Номинация | [ 42 ] |
| 2015 | Канье Уэст                                                                            | Самый стильный артист                    | Номинация | [ 42 ] |
| 2015 | «Blessings» (Big Sean совместно с Дрейком и Канье Уэстом)                             | Лучшее хип-хоп видео                     | Номинация | [ 42 ] |
| 2015 | «Blessings» (Big Sean совместно с Дрейком и Канье Уэстом)                             | Лучшая совместная работа                 | Победа    | [ 43 ] |
| 2015 | «Blessings» (Big Sean совместно с Дрейком и Канье Уэстом)                             | Приз зрительских симпатий                | Победа    | [ 43 ] |
| 2015 | «Blessings» (Big Sean совместно с Дрейком и Канье Уэстом)                             | Композиция года                          | Номинация | [ 42 ] |
| 2015 | «I Don’t Fuck With You» (как продюсер)                                                | Композиция года                          | Номинация | [ 42 ] |
| 2015 | «I Don’t Fuck With You» (как продюсер)                                                | Лучший клубный хит                       | Победа    | [ 43 ] |
| 2015 | «One Man Can Change the World» (Big Sean совместно с Канье Уэстом и Джоном Леджендом) | Композиция, оказавшая наибольшее влияние | Номинация | [ 42 ] |

## Billboard Music Awards
Billboard Music Awards — ежегодная премия, вручаемая журналом Billboard. Уэст получил пятнадцать номинаций, из которых выиграл пять.
| Год  | Номинирован за                               | Награда                                                   | Итог      | И      |
| ---- | -------------------------------------------- | --------------------------------------------------------- | --------- | ------ |
| 2004 | The College Dropout                          | R&B/хип-хоп альбом года                                   | Номинация | [ 44 ] |
| 2004 | Канье Уэст                                   | Артист года по R&B/хип-хоп синглам                        | Номинация | [ 44 ] |
| 2004 | Канье Уэст                                   | R&B/хип-хоп артист года                                   | Номинация | [ 44 ] |
| 2004 | Канье Уэст                                   | Композитор года в Hot 100                                 | Номинация | [ 44 ] |
| 2004 | Канье Уэст                                   | Рэп-артист года                                           | Победа    | [ 45 ] |
| 2004 | Канье Уэст                                   | Новый R&B/хип-хоп артист года                             | Победа    | [ 45 ] |
| 2004 | Канье Уэст                                   | Новый артист года среди мужчин                            | Победа    | [ 45 ] |
| 2004 | Канье Уэст                                   | R&B/хип-хоп продюсер года                                 | Победа    | [ 45 ] |
| 2005 | Канье Уэст                                   | Награда за достижения артиста                             | Победа    | [ 46 ] |
| 2011 | My Beautiful Dark Twisted Fantasy            | Лучший рэп-альбом                                         | Номинация | [ 47 ] |
| 2012 | «E.T.» (Кэти Перри совместно с Канье Уэстом) | Лучшая песня, распространяемая через цифровую дистрибуцию | Номинация | [ 48 ] |
| 2012 | «E.T.» (Кэти Перри совместно с Канье Уэстом) | Лучшая песня в Hot 100                                    | Номинация | [ 48 ] |
| 2012 | «E.T.» (Кэти Перри совместно с Канье Уэстом) | Лучшая поп-песня                                          | Номинация | [ 48 ] |
| 2012 | Watch the Throne                             | Лучший рэп-альбом                                         | Номинация | [ 48 ] |
| 2013 | «Mercy»                                      | Лучшая рэп-песня                                          | Номинация | [ 49 ] |

## BRIT Awards
BRIT Awards — ежегодная премия в области популярной музыки, вручаемая Британской ассоциацией производителей фонограмм. Уэст получил девять номинаций, из которых выиграл три.
| Год  | Номинирован за                      | Награда                                  | Итог      | И      |
| ---- | ----------------------------------- | ---------------------------------------- | --------- | ------ |
| 2005 | Канье Уэст                          | Международный прорыв                     | Номинация | [ 50 ] |
| 2005 | Канье Уэст                          | Лучший международный артист среди мужчин | Номинация | [ 50 ] |
| 2006 | Late Registration                   | Лучший международный альбом              | Номинация | [ 51 ] |
| 2006 | Канье Уэст                          | Лучший международный артист среди мужчин | Победа    | [ 51 ] |
| 2008 | Канье Уэст                          | Лучший международный артист среди мужчин | Победа    | [ 52 ] |
| 2009 | Канье Уэст                          | Лучший международный артист среди мужчин | Победа    | [ 53 ] |
| 2009 | «American Boy» (совместно с Эстель) | Лучший британский сингл                  | Номинация | [ 54 ] |
| 2011 | Канье Уэст                          | Лучший международный артист среди мужчин | Номинация | [ 55 ] |
| 2012 | Канье Уэст и Jay-Z                  | Лучшая международная группа              | Номинация | [ 56 ] |

## Grammy Awards
Grammy (рус. Грэмми) — музыкальная премия Американской академии звукозаписи. Является одной из самых престижных наград в современной музыкальной индустрии, которую можно сравнить с премией «Оскар» в кинематографе. Уэст получил 57 номинаций, из которых победил в 21, благодаря чему он занимает первое место (наравне с Jay-Z) по числу выигранных номинаций среди хип-хоп-музыкантов. Он занимает шестое место по числу выигранных номинаций среди всех артистов и первое место по числу выигранных номинаций среди артистов своего возраста. Также по состоянию на 2013 год он занимал четвёртое место по числу номинаций среди всех артистов.
| Год  | Номинирован за                                                                        | Награда                                   | Итог      | И      |
| ---- | ------------------------------------------------------------------------------------- | ----------------------------------------- | --------- | ------ |
| 2005 | The College Dropout                                                                   | Альбом года                               | Номинация | [ 61 ] |
| 2005 | The College Dropout                                                                   | Лучший рэп альбом                         | Победа    | [ 62 ] |
| 2005 | «Jesus Walks»                                                                         | Песня года                                | Номинация | [ 61 ] |
| 2005 | «Jesus Walks»                                                                         | Лучшая рэп песня                          | Победа    | [ 62 ] |
| 2005 | Канье Уэст                                                                            | Лучший новый исполнитель                  | Номинация | [ 61 ] |
| 2005 | «Through the Wire»                                                                    | Лучшее сольное рэп исполнение             | Номинация | [ 63 ] |
| 2005 | «You Don’t Know My Name» (как композитор)                                             | Лучшая R&B песня                          | Победа    | [ 64 ] |
| 2005 | «All Falls Down» (совместно с Сайлиной Джонсон)                                       | Лучшее рэп/песенное совместное исполнение | Номинация | [ 63 ] |
| 2005 | «Slow Jamz» (Twista совместно с Канье Уэстом и Jamie Foxx)                            | Лучшее рэп/песенное совместное исполнение | Номинация | [ 63 ] |
| 2006 | «They Say» (Common совместно с Джоном Леджендом и Канье Уэстом)                       | Лучшее рэп/песенное совместное исполнение | Номинация | [ 65 ] |
| 2006 | «Unbreakable» (как композитор)                                                        | Лучшая R&B песня                          | Номинация | [ 65 ] |
| 2006 | «Diamonds from Sierra Leone»                                                          | Лучшая рэп песня                          | Победа    | [ 66 ] |
| 2006 | «Gold Digger» (совместно с Jamie Foxx)                                                | Запись года                               | Номинация | [ 65 ] |
| 2006 | «Gold Digger» (совместно с Jamie Foxx)                                                | Лучшее сольное рэп исполнение             | Победа    | [ 66 ] |
| 2006 | Late Registration                                                                     | Лучший рэп альбом                         | Победа    | [ 66 ] |
| 2006 | Late Registration                                                                     | Альбом года                               | Номинация | [ 65 ] |
| 2008 | «Can’t Tell Me Nothing»                                                               | Лучшая рэп песня                          | Номинация | [ 67 ] |
| 2008 | «Classic (Better Than I’ve Ever Been)» (совместно с Nas и KRS-One)                    | Лучшее рэп исполнение дуэтом или группой  | Номинация | [ 67 ] |
| 2008 | «Good Life» (совместно с T-Pain)                                                      | Лучшее рэп/песенное совместное исполнение | Номинация | [ 67 ] |
| 2008 | «Good Life» (совместно с T-Pain)                                                      | Лучшая рэп песня                          | Победа    | [ 68 ] |
| 2008 | Graduation                                                                            | Альбом года                               | Номинация | [ 69 ] |
| 2008 | Graduation                                                                            | Лучший рэп альбом                         | Победа    | [ 69 ] |
| 2008 | «Southside» (Common совместно с Канье Уэстом)                                         | Лучшее рэп исполнение дуэтом или группой  | Победа    | [ 68 ] |
| 2008 | «Stronger»                                                                            | Лучшее сольное рэп исполнение             | Победа    | [ 68 ] |
| 2009 | «American Boy» (Эстель совместно с Канье Уэстом)                                      | Песня года                                | Номинация | [ 70 ] |
| 2009 | «American Boy» (Эстель совместно с Канье Уэстом)                                      | Лучшее рэп/песенное совместное исполнение | Победа    | [ 71 ] |
| 2009 | «Swagga Like Us» (Jay Z и T.I. совместно с Канье Уэстом и Lil Wayne)                  | Лучшая рэп песня                          | Номинация | [ 72 ] |
| 2009 | «Swagga Like Us» (Jay Z и T.I. совместно с Канье Уэстом и Lil Wayne)                  | Лучшее рэп исполнение дуэтом или группой  | Победа    | [ 71 ] |
| 2009 | «Put On» (Young Jeezy совместно с Канье Уэстом)                                       | Лучшее рэп исполнение дуэтом или группой  | Номинация | [ 70 ] |
| 2010 | «Amazing» (совместно с Young Jeezy)                                                   | Лучшее рэп исполнение дуэтом или группой  | Номинация | [ 73 ] |
| 2010 | «Make Her Say» (Kid Cudi совместно с Канье Уэстом и Common)                           | Лучшее рэп исполнение дуэтом или группой  | Номинация | [ 73 ] |
| 2010 | «Ego» (Бейонсе совместно с Канье Уэстом)                                              | Лучшее рэп/песенное совместное исполнение | Номинация | [ 73 ] |
| 2010 | «Knock You Down» (Кери Хилсон совместно с Канье Уэстом и Ne-Yo)                       | Лучшее рэп/песенное совместное исполнение | Номинация | [ 73 ] |
| 2010 | «Run This Town» (Jay Z совместно с Рианной и Канье Уэстом)                            | Лучшее рэп/песенное совместное исполнение | Победа    | [ 74 ] |
| 2010 | «Run This Town» (Jay Z совместно с Рианной и Канье Уэстом)                            | Лучшая рэп песня                          | Победа    | [ 74 ] |
| 2011 | «Power»                                                                               | Лучшее сольное рэп исполнение             | Номинация | [ 75 ] |
| 2012 | «All of the Lights» (совместно с Рианной, Kid Cudi и Ферги)                           | Песня года                                | Номинация | [ 76 ] |
| 2012 | «All of the Lights» (совместно с Рианной, Kid Cudi и Ферги)                           | Лучшее рэп/песенное совместное исполнение | Победа    | [ 77 ] |
| 2012 | «All of the Lights» (совместно с Рианной, Kid Cudi и Ферги)                           | Лучшая рэп песня                          | Победа    | [ 77 ] |
| 2012 | «Otis» (совместно с Jay Z и Отисом Реддингом)                                         | Лучшая рэп песня                          | Номинация | [ 76 ] |
| 2012 | «Otis» (совместно с Jay Z и Отисом Реддингом)                                         | Лучшее рэп исполнение                     | Победа    | [ 77 ] |
| 2012 | Watch the Throne (совместно с Jay Z)                                                  | Лучший рэп альбом                         | Номинация | [ 76 ] |
| 2012 | My Beautiful Dark Twisted Fantasy                                                     | Лучший рэп альбом                         | Победа    | [ 77 ] |
| 2013 | «Niggas in Paris» (совместно с Jay Z)                                                 | Лучшее рэп исполнение                     | Победа    | [ 78 ] |
| 2013 | «Niggas in Paris» (совместно с Jay Z)                                                 | Лучшая рэп песня                          | Победа    | [ 78 ] |
| 2013 | «Mercy» (совместно с Big Sean, Pusha T и 2 Chainz)                                    | Лучшее рэп исполнение                     | Номинация | [ 78 ] |
| 2013 | «Mercy» (совместно с Big Sean, Pusha T и 2 Chainz)                                    | Лучшая рэп песня                          | Номинация | [ 78 ] |
| 2013 | «No Church in the Wild» (совместно с Jay Z, Frank Ocean и The-Dream)                  | Лучшее рэп/песенное совместное исполнение | Победа    | [ 78 ] |
| 2013 | «No Church in the Wild» (совместно с Jay Z, Frank Ocean и The-Dream)                  | Лучшее короткое музыкальное видео         | Номинация | [ 78 ] |
| 2014 | «New Slaves»                                                                          | Лучшая рэп песня                          | Номинация | [ 79 ] |
| 2014 | Yeezus                                                                                | Лучший рэп альбом                         | Номинация | [ 79 ] |
| 2015 | «Bound 2» (совместно с Чарли Уилсоном)                                                | Лучшее рэп/песенное совместное исполнение | Номинация | [ 80 ] |
| 2015 | «Bound 2» (совместно с Чарли Уилсоном)                                                | Лучшая рэп песня                          | Номинация | [ 80 ] |
| 2016 | «All Day» (совместно с Теофилусом Лондоном, Allan Kingdom и Полом Маккартни)          | Лучшее рэп исполнение                     | Номинация | [ 81 ] |
| 2016 | «All Day» (совместно с Теофилусом Лондоном, Allan Kingdom и Полом Маккартни)          | Лучшая рэп песня                          | Номинация | [ 81 ] |
| 2016 | Beauty Behind the Madness (как продюсер)                                              | Альбом года                               | Номинация | [ 81 ] |
| 2016 | «One Man Can Change the World» (Big Sean совместно с Джоном Леджендом и Канье Уэстом) | Лучшее рэп/песенное совместное исполнение | Номинация | [ 81 ] |

## Meteor Ireland Music Awards
Meteor Ireland Music Awards — ежегодная премия, вручавшаяся в Ирландии лучшим представителям музыкальной индустрии. Уэст был номинирован на неё три раза, один раз получив награду.
| Год  | Номинирован | Награда                                  | Итог      | И      |
| ---- | ----------- | ---------------------------------------- | --------- | ------ |
| 2006 | Канье Уэст  | Лучший международный артист среди мужчин | Победа    | [ 82 ] |
| 2008 | Канье Уэст  | Лучший международный артист среди мужчин | Номинация | [ 83 ] |
| 2009 | Канье Уэст  | Лучший международный артист среди мужчин | Номинация | [ 84 ] |

## MOBO Awards
MOBO Awards (сокращение от Music of Black Origin; с англ. — «Музыка афроамериканского происхождения») — ежегодная британская премия, вручаемая артистам любой расы и национальности, исполняющим афроамериканскую музыку. Уэст получил 19 номинаций и выиграл 6 из них.
| Год  | Номинирован за                                                 | Награда                                  | Итог      | И      |
| ---- | -------------------------------------------------------------- | ---------------------------------------- | --------- | ------ |
| 2004 | Канье Уэст                                                     | Лучший хип-хоп-артист                    | Победа    | [ 85 ] |
| 2004 | Канье Уэст                                                     | Лучший продюсер                          | Победа    | [ 85 ] |
| 2004 | «All Falls Down» (совместно с Сайлиной Джонсон)                | Лучший сингл                             | Номинация | [ 86 ] |
| 2004 | «All Falls Down» (совместно с Сайлиной Джонсон)                | Лучшее видео                             | Номинация | [ 86 ] |
| 2004 | «Talk About Our Love» (Брэнди Норвуд совместно с Канье Уэстом) | Лучшая совместная работа                 | Номинация | [ 86 ] |
| 2004 | «Slow Jamz» (совместно с Twista и Jamie Foxx)                  | Лучшая совместная работа                 | Номинация | [ 86 ] |
| 2004 | The College Dropout                                            | Лучший альбом                            | Победа    | [ 85 ] |
| 2006 | Канье Уэст                                                     | Лучший международный артист среди мужчин | Номинация | [ 87 ] |
| 2006 | Канье Уэст                                                     | Лучший хип-хоп-артист                    | Победа    | [ 87 ] |
| 2007 | Канье Уэст                                                     | Лучший международный артист              | Номинация | [ 88 ] |
| 2007 | Канье Уэст                                                     | Лучший хип-хоп-артист                    | Победа    | [ 88 ] |
| 2007 | «Stronger»                                                     | Лучшее видео                             | Победа    | [ 88 ] |
| 2008 | Канье Уэст                                                     | Лучший международный артист              | Номинация | [ 89 ] |
| 2009 | 808s & Heartbreak                                              | Лучший альбом                            | Номинация | [ 90 ] |
| 2009 | «Supernova» (Mr Hudson совместно с Канье Уэстом)               | Лучшее видео                             | Номинация | [ 90 ] |
| 2009 | Канье Уэст                                                     | Лучший хип-хоп-артист                    | Номинация | [ 90 ] |
| 2009 | Канье Уэст                                                     | Лучший международный артист              | Номинация | [ 90 ] |
| 2012 | Jay Z и Канье Уэст                                             | Лучший международный артист              | Номинация | [ 91 ] |
| 2013 | Канье Уэст                                                     | Лучший международный артист              | Номинация | [ 92 ] |

## Награды MTV

### MTV Asia Awards
MTV Asia Awards — ежегодная премия, проводившаяся в Азии. Уэст был номинирован на неё два раза.
| Год  | Номинирован за                         | Награда                    | Итог      | И      |
| ---- | -------------------------------------- | -------------------------- | --------- | ------ |
| 2006 | Канье Уэст                             | Лучший артист среди мужчин | Номинация | [ 21 ] |
| 2006 | «Gold Digger» (совместно с Jamie Foxx) | Лучшее видео               | Номинация | [ 21 ] |

### MTV Australia Awards
MTV Australia Awards — ежегодная премия, проводившаяся в Австралии. Уэст был номинирован на неё три раза.
| Год  | Номинирован за                         | Награда                    | Итог      | И      |
| ---- | -------------------------------------- | -------------------------- | --------- | ------ |
| 2006 | Канье Уэст                             | Лучший артист среди мужчин | Номинация | [ 93 ] |
| 2006 | «Gold Digger» (совместно с Jamie Foxx) | Лучшее хип-хоп-видео       | Номинация | [ 93 ] |
| 2006 | «Gold Digger» (совместно с Jamie Foxx) | Песня года                 | Номинация | [ 93 ] |

### MTV Europe Music Awards
MTV Europe Music Awards (сокращённо англ. MTV EMA) — ежегодная премия, проводимая телеканалом MTV Europe. Уэст получил 21 номинацию и выиграл в двух из них.
| Год  | Номинирован за                            | Награда                    | Итог      | И       |
| ---- | ----------------------------------------- | -------------------------- | --------- | ------- |
| 2004 | Канье Уэст                                | Лучший хип-хоп исполнитель | Номинация | [ 94 ]  |
| 2005 | Канье Уэст                                | Лучший хип-хоп исполнитель | Номинация | [ 21 ]  |
| 2006 | Канье Уэст                                | Лучший хип-хоп исполнитель | Победа    | [ 95 ]  |
| 2006 | Канье Уэст                                | Лучший исполнитель         | Номинация | [ 96 ]  |
| 2006 | «Touch the Sky» (совместно с Lupe Fiasco) | Лучшее видео               | Номинация | [ 97 ]  |
| 2007 | Канье Уэст                                | Лучший урбан исполнитель   | Номинация | [ 98 ]  |
| 2007 | «Stronger»                                | Лучшее видео               | Номинация | [ 98 ]  |
| 2008 | Канье Уэст                                | Лучший урбан исполнитель   | Победа    | [ 99 ]  |
| 2009 | Канье Уэст                                | Лучший урбан исполнитель   | Номинация | [ 21 ]  |
| 2009 | Канье Уэст                                | Лучший исполнитель         | Номинация | [ 100 ] |
| 2010 | Канье Уэст                                | Лучший исполнитель         | Номинация | [ 101 ] |
| 2010 | Канье Уэст                                | Лучший хип-хоп-артист      | Номинация | [ 102 ] |
| 2011 | Канье Уэст                                | Лучший исполнитель         | Номинация | [ 103 ] |
| 2011 | The Throne (Канье Уэст и Jay Z)           | Лучший хип-хоп-артист      | Номинация | [ 103 ] |
| 2012 | Канье Уэст                                | Лучший исполнитель         | Номинация | [ 104 ] |
| 2012 | The Throne (Канье Уэст и Jay Z)           | Лучший хип-хоп-артист      | Номинация | [ 104 ] |
| 2012 | The Throne (Канье Уэст и Jay Z)           | Лучшее живое выступление   | Номинация | [ 104 ] |
| 2013 | Канье Уэст                                | Лучший хип-хоп-артист      | Номинация | [ 105 ] |
| 2014 | Канье Уэст                                | Лучший хип-хоп-артист      | Номинация | [ 106 ] |
| 2015 | Канье Уэст                                | Лучший исполнитель         | Номинация | [ 107 ] |
| 2015 | Канье Уэст                                | Лучший хип-хоп-артист      | Номинация | [ 107 ] |

### MTV Movie Awards
MTV Movie Awards — ежегодная премия в области кино, вручаемая телеканалом MTV. Победители в различных категориях определяются зрительским голосованием. Уэст получил две номинации.
| Год  | Номинирован за                        | Награда           | Итог      | И       |
| ---- | ------------------------------------- | ----------------- | --------- | ------- |
| 2014 | «Телеведущий 2: И снова здравствуйте» | Лучшая роль камео | Номинация | [ 108 ] |
| 2014 | «Телеведущий 2: И снова здравствуйте» | Лучший бой        | Номинация | [ 108 ] |

### MTV Video Music Awards
MTV Video Music Awards (сокращённо англ. MTV VMA) — ежегодная премия, вручаемая телеканалом MTV, в рамках которой награждаются люди, принимавшие участие в создании лучших музыкальных клипов года. Уэст был номинирован на неё 40 раз и выиграл 4 награды. В 2015 году он получил специальную награду имени Майкла Джексона Video Vanguard Award за вклад в культуру и инновации в сфере музыкальных клипов.
| Год  | Номинирован за                                                 | Награда                                                        | Итог      | И       |
| ---- | -------------------------------------------------------------- | -------------------------------------------------------------- | --------- | ------- |
| 2004 | «All Falls Down» (совместно с Сайлиной Джонсон)                | Лучшее видео среди мужчин                                      | Номинация | [ 110 ] |
| 2004 | «All Falls Down» (совместно с Сайлиной Джонсон)                | Лучшее видео дебютанта                                         | Номинация | [ 110 ] |
| 2004 | «All Falls Down» (совместно с Сайлиной Джонсон)                | Лучшее хип-хоп-видео                                           | Номинация | [ 110 ] |
| 2004 | «All Falls Down» (совместно с Сайлиной Джонсон)                | Прорыв года                                                    | Номинация | [ 110 ] |
| 2004 | «Talk About Our Love» (Брэнди Норвуд совместно с Канье Уэстом) | Лучшее R&B-видео                                               | Номинация | [ 110 ] |
| 2004 | «Slow Jamz» (совместно с Twista и Jamie Foxx)                  | MTV2 Award                                                     | Номинация | [ 110 ] |
| 2005 | «Jesus Walks»                                                  | Видео года                                                     | Номинация | [ 111 ] |
| 2005 | «Jesus Walks»                                                  | Лучшее видео среди мужчин                                      | Победа    | [ 111 ] |
| 2005 | «Jesus Walks»                                                  | Лучшее хип-хоп-видео                                           | Номинация | [ 111 ] |
| 2006 | «Gold Digger» (совместно с Jamie Foxx)                         | Лучшее видео среди мужчин                                      | Номинация | [ 112 ] |
| 2006 | «Gold Digger» (совместно с Jamie Foxx)                         | Лучшее хип-хоп-видео                                           | Номинация | [ 112 ] |
| 2006 | «Gold Digger» (совместно с Jamie Foxx)                         | Рингтон года                                                   | Номинация | [ 113 ] |
| 2007 | «Stronger»                                                     | Видео года                                                     | Номинация | [ 114 ] |
| 2007 | «Stronger»                                                     | Лучший режиссёр                                                | Номинация | [ 114 ] |
| 2007 | «Stronger»                                                     | Лучший монтаж в видео                                          | Номинация | [ 114 ] |
| 2007 | Канье Уэст                                                     | Исполнитель года                                               | Номинация | [ 114 ] |
| 2007 | Канье Уэст                                                     | Угроза года                                                    | Номинация | [ 114 ] |
| 2008 | «Homecoming» (совместно с Крисом Мартином)                     | Лучшее хип-хоп-видео                                           | Номинация | [ 115 ] |
| 2008 | «Good Life» (совместно с T-Pain)                               | Лучшие спецэффекты в видео                                     | Победа    | [ 115 ] |
| 2009 | «Love Lockdown»                                                | Видео года                                                     | Номинация | [ 116 ] |
| 2009 | «Love Lockdown»                                                | Лучшее видео среди мужчин                                      | Номинация | [ 116 ] |
| 2009 | «Love Lockdown»                                                | Лучшее хип-хоп-видео                                           | Номинация | [ 116 ] |
| 2009 | «Paranoid» (совместно с Mr Hudson)                             | Лучшие спецэффекты в видео                                     | Номинация | [ 116 ] |
| 2010 | «Forever» (Дрейк совместно с Канье Уэстом, Lil Wayne и Eminem) | Лучшее хип-хоп-видео                                           | Номинация | [ 117 ] |
| 2011 | «All of the Lights» (совместно с Рианной, Kid Cudi и Ферги)    | Лучшее видео среди мужчин                                      | Номинация | [ 118 ] |
| 2011 | «All of the Lights» (совместно с Рианной, Kid Cudi и Ферги)    | Лучшая совместная работа                                       | Номинация | [ 118 ] |
| 2011 | «All of the Lights» (совместно с Рианной, Kid Cudi и Ферги)    | Лучшее хип-хоп-видео                                           | Номинация | [ 118 ] |
| 2011 | «All of the Lights» (совместно с Рианной, Kid Cudi и Ферги)    | Лучший монтаж                                                  | Номинация | [ 118 ] |
| 2011 | «Power»                                                        | Лучшие спецэффекты в видео                                     | Номинация | [ 118 ] |
| 2011 | «Power»                                                        | Лучшая художественная работа                                   | Номинация | [ 118 ] |
| 2011 | «E.T.» (Кэти Перри совместно с Канье Уэстом)                   | Лучшая совместная работа                                       | Победа    | [ 119 ] |
| 2011 | «E.T.» (Кэти Перри совместно с Канье Уэстом)                   | Лучшая режиссура                                               | Номинация | [ 118 ] |
| 2011 | «E.T.» (Кэти Перри совместно с Канье Уэстом)                   | Лучший монтаж                                                  | Номинация | [ 118 ] |
| 2011 | «E.T.» (Кэти Перри совместно с Канье Уэстом)                   | Лучшие спецэффекты в видео                                     | Победа    | [ 119 ] |
| 2012 | «Mercy» (совместно с Big Sean, Pusha T и 2 Chainz)             | Лучшее хип-хоп-видео                                           | Номинация | [ 120 ] |
| 2012 | «Mercy» (совместно с Big Sean, Pusha T и 2 Chainz)             | Лучший монтаж                                                  | Номинация | [ 121 ] |
| 2012 | «Niggas in Paris» (совместно с Jay Z)                          | Лучшее хип-хоп-видео                                           | Номинация | [ 120 ] |
| 2012 | «Niggas in Paris» (совместно с Jay Z)                          | Лучший монтаж                                                  | Номинация | [ 121 ] |
| 2012 | «Otis» (совместно с Jay Z и Отисом Реддингом)                  | Лучшая режиссура                                               | Номинация | [ 121 ] |
| 2014 | «Black Skinhead»                                               | Лучшее хип-хоп-видео                                           | Номинация | [ 122 ] |
| 2015 | Канье Уэст                                                     | Специальная премия имени Майкла Джексона «Признание Поколения» | Награда   | [ 123 ] |

### MTV Video Music Awards Japan
MTV Video Music Awards Japan — ежегодная премия, проводимая японской версией телеканала MTV. Уэст был номинирован на неё 13 раз.
| Год  | Номинирован за                                                 | Награда                   | Итог      | И       |
| ---- | -------------------------------------------------------------- | ------------------------- | --------- | ------- |
| 2005 | «Jesus Walks»                                                  | Лучшее видео среди мужчин | Номинация | [ 124 ] |
| 2005 | «Jesus Walks»                                                  | Лучшее хип-хоп-видео      | Номинация | [ 124 ] |
| 2006 | «Diamonds From Sierra Leone»                                   | Лучшее видео среди мужчин | Номинация | [ 125 ] |
| 2006 | «Gold Digger» (совместно с Jamie Foxx)                         | Лучшее хип-хоп-видео      | Номинация | [ 125 ] |
| 2007 | «I Still Love H.E.R.» (Teriyaki Boyz совместно с Канье Уэстом) | Лучшее хип-хоп-видео      | Номинация | [ 126 ] |
| 2008 | «Stronger»                                                     | Видео года                | Номинация | [ 127 ] |
| 2008 | «Stronger»                                                     | Лучшее хип-хоп-видео      | Номинация | [ 127 ] |
| 2009 | «Heartless»                                                    | Лучшее видео среди мужчин | Номинация | [ 128 ] |
| 2009 | «Heartless»                                                    | Лучшее хип-хоп-видео      | Номинация | [ 128 ] |
| 2011 | «Runaway» (совместно с Pusha T)                                | Лучшее видео среди мужчин | Номинация | [ 129 ] |
| 2011 | «Power»                                                        | Лучшее хип-хоп-видео      | Номинация | [ 129 ] |
| 2012 | «Otis» (совместно с Jay Z и Отисом Реддингом)                  | Лучшее хип-хоп-видео      | Номинация | [ 130 ] |
| 2012 | «Otis» (совместно с Jay Z и Отисом Реддингом)                  | Лучшее совместное видео   | Номинация | [ 130 ] |

## mtvU Woodie Award
mtvU Woodie Award — ежегодная премия, вручаемая кабельным телеканалом mtvU. Победители выбираются голосованием среди студентов американских колледжей. Уэст получил три номинации, из которых он выиграл одну.
| Год  | Номинирован | Награда                              | Итог      | И       |
| ---- | ----------- | ------------------------------------ | --------- | ------- |
| 2008 | Канье Уэст  | Награда за лучшее выступление вживую | Номинация | [ 21 ]  |
| 2011 | Канье Уэст  | Награда самому оригинальному артисту | Победа    | [ 131 ] |
| 2014 | Канье Уэст  | Награда инноватору                   | Номинация | [ 132 ] |

## MuchMusic Video Awards
MuchMusic Video Awards (также известная как MMVA) — ежегодная премия, проводимая канадским музыкальным телеканалом MuchMusic. Уэст был номинирован на неё 15 раз.
| Год  | Номинирован за                                                       | Награда                                                | Итог      | И       |
| ---- | -------------------------------------------------------------------- | ------------------------------------------------------ | --------- | ------- |
| 2005 | «Jesus Walks»                                                        | Международное видео года                               | Номинация | [ 133 ] |
| 2006 | «Gold Digger» (совместно с Jamie Foxx)                               | Приз зрительских симпатий: лучший международный артист | Номинация | [ 134 ] |
| 2006 | «Gold Digger» (совместно с Jamie Foxx)                               | Лучший международный артист                            | Номинация | [ 134 ] |
| 2006 | «Touch the Sky» (совместно с Lupe Fiasco)                            | Лучший международный артист                            | Номинация | [ 134 ] |
| 2008 | «Stronger»                                                           | Лучшее международное видео — артист                    | Номинация | [ 135 ] |
| 2008 | «Stronger»                                                           | Приз зрительских симпатий: лучшее международное видео  | Номинация | [ 135 ] |
| 2009 | «Heartless»                                                          | Лучшее международное видео — артист                    | Номинация | [ 136 ] |
| 2010 | «Forever» (Дрейк совместно с Канье Уэстом, Lil Wayne и Eminem)       | Приз зрительских симпатий: новый артист                | Номинация | [ 137 ] |
| 2010 | «Forever» (Дрейк совместно с Канье Уэстом, Lil Wayne и Eminem)       | Приз зрительских симпатий: лучшее видео                | Номинация | [ 137 ] |
| 2010 | «Forever» (Дрейк совместно с Канье Уэстом, Lil Wayne и Eminem)       | Лучшее международное видео года                        | Номинация | [ 137 ] |
| 2011 | «E.T.» (Кэти Перри совместно с Канье Уэстом)                         | Лучшее международное видео — артист                    | Номинация | [ 138 ] |
| 2011 | «Runaway» (совместно с Pusha T)                                      | Лучшее международное видео — артист                    | Номинация | [ 138 ] |
| 2013 | «No Church in the Wild» (совместно с Jay Z, Frank Ocean и The-Dream) | Лучшее международное видео — группа                    | Номинация | [ 139 ] |
| 2014 | «Bound 2»                                                            | Лучшее международное видео — артист                    | Номинация | [ 140 ] |
| 2016 | Канье Уэст                                                           | Международный артист года                              | Номинация | [ 141 ] |

## NAACP Image Awards
NAACP Image Awards — американская премия, созданная и вручаемая Национальной ассоциацией содействия прогрессу цветного населения за достижения в сферах кино, телевидения, театра, музыки и литературы. Уэст был номинирован на неё четырнадцать раз и выиграл одну награду.
| Год  | Номинирован за                    | Награда                        | Итог      | И       |
| ---- | --------------------------------- | ------------------------------ | --------- | ------- |
| 2005 | Канье Уэст                        | Выдающийся новый артист        | Победа    | [ 21 ]  |
| 2006 | Канье Уэст                        | Выдающийся артист среди мужчин | Номинация | [ 21 ]  |
| 2006 | «Diamonds from Sierra Leone»      | Выдающееся музыкальное видео   | Номинация | [ 21 ]  |
| 2006 | «Diamonds from Sierra Leone»      | Выдающаяся песня               | Номинация | [ 21 ]  |
| 2006 | Late Registration                 | Выдающийся альбом              | Номинация | [ 21 ]  |
| 2008 | Канье Уэст                        | Выдающийся артист среди мужчин | Номинация | [ 142 ] |
| 2008 | «Stronger»                        | Выдающееся музыкальное видео   | Номинация | [ 142 ] |
| 2008 | «Stronger»                        | Выдающаяся песня               | Номинация | [ 142 ] |
| 2008 | Graduation                        | Выдающийся альбом              | Номинация | [ 142 ] |
| 2009 | Эстель и Канье Уэст               | Выдающийся дуэт или группа     | Номинация | [ 21 ]  |
| 2009 | 808s & Heartbreak                 | Выдающийся альбом              | Номинация | [ 21 ]  |
| 2010 | Jay Z, Рианна и Канье Уэст        | Выдающийся дуэт или группа     | Номинация | [ 143 ] |
| 2011 | Канье Уэст                        | Выдающийся артист среди мужчин | Номинация | [ 144 ] |
| 2011 | My Beautiful Dark Twisted Fantasy | Выдающийся альбом              | Номинация | [ 144 ] |

## NME Awards
NME Awards — ежегодная церемония вручения музыкальных наград от британского журнала NME, старейшая премия в истории популярной музыки Великобритании. Уэст получил 14 номинаций, из которых выиграл две.
| Год  | Номинирован                           | Награда                             | Итог      | И       |
| ---- | ------------------------------------- | ----------------------------------- | --------- | ------- |
| 2006 | Канье Уэст                            | Лучший сольный артист               | Победа    | [ 145 ] |
| 2010 | Канье Уэст                            | Злодей года                         | Победа    | [ 146 ] |
| 2011 | Канье Уэст                            | Лучший сольный артист               | Номинация | [ 147 ] |
| 2011 | Канье Уэст                            | Лучший блог или Твиттер группы      | Номинация | [ 147 ] |
| 2011 | Канье Уэст                            | Герой года                          | Номинация | [ 147 ] |
| 2012 | Watch the Throne (совместно с Jay Z)  | Лучшая обложка альбома              | Номинация | [ 148 ] |
| 2012 | Канье Уэст                            | Лучший блог или Твиттер группы      | Номинация | [ 148 ] |
| 2013 | «Niggas in Paris» (совместно с Jay Z) | Лучший гимн танцпола                | Номинация | [ 149 ] |
| 2014 | Канье Уэст                            | Лучший сольный артист               | Номинация | [ 150 ] |
| 2014 | Yeezus                                | Лучший альбом                       | Номинация | [ 150 ] |
| 2016 | Канье Уэст                            | Лучший международный сольный артист | Номинация | [ 151 ] |
| 2016 | Канье Уэст                            | Злодей года                         | Номинация | [ 151 ] |
| 2016 | Канье Уэст                            | Герой года                          | Номинация | [ 151 ] |
| 2016 | Канье Уэст на BRIT Awards             | Музыкальный момент года             | Номинация | [ 151 ] |

## NRJ Music Awards
NRJ Music Awards — музыкальная премия, которая присуждается французской радиостанцией NRJ. Уэст получил две номинации.
| Год  | Номинирован за      | Награда                            | Итог      | И       |
| ---- | ------------------- | ---------------------------------- | --------- | ------- |
| 2009 | Эстель и Канье Уэст | Международная группа или дуэт года | Номинация | [ 152 ] |
| 2009 | «American Boy»      | Лучшая международная песня года    | Номинация | [ 152 ] |

## O Music Awards
O Music Awards — ежегодная премия, вручавшаяся телеканалом MTV. Уэст получил пять номинаций и выиграл в одной из них.
| Год  | Номинирован за                               | Награда                                     | Итог      | И       |
| ---- | -------------------------------------------- | ------------------------------------------- | --------- | ------- |
| 2011 | Канье Уэст                                   | Инновационный артист                        | Номинация | [ 21 ]  |
| 2011 | Канье Уэст                                   | Артист, которого стоит фоллоуить в Твиттере | Номинация | [ 154 ] |
| 2011 | Канье Уэст                                   | Лучший твит                                 | Победа    | [ 155 ] |
| 2011 | «E.T.» (Кэти Перри совместно с Канье Уэстом) | Лучшее лирическое видео                     | Номинация | [ 156 ] |
| 2012 | DONDA                                        | Лучший артист / предприниматель             | Номинация | [ 21 ]  |

## People’s Choice Awards
People’s Choice Awards — ежегодная американская премия, присуждаемая деятелям поп-культуры по итогам зрительского голосования. Уэст получил пять номинаций, из которых выиграл две.
| Год  | Номинирован за                                | Награда                  | Итог      | И       |
| ---- | --------------------------------------------- | ------------------------ | --------- | ------- |
| 2008 | «Stronger»                                    | Лучшая хип-хоп песня     | Номинация | [ 157 ] |
| 2009 | «Good Life»                                   | Лучшая хип-хоп песня     | Номинация | [ 158 ] |
| 2010 | «Run This Town» (совместно с Jay Z и Рианной) | Лучшая совместная работа | Победа    | [ 159 ] |
| 2012 | «E.T.» (Кэти Перри совместно с Канье Уэстом)  | Песня года               | Победа    | [ 160 ] |
| 2014 | Канье Уэст                                    | Лучший хип-хоп артист    | Номинация | [ 161 ] |

## Soul Train Awards
Soul Train Awards — ежегодная премия, проводимая создателями телепередачи Soul Train, в рамках которой награждаются лучшие исполнители афроамериканской музыки. Уэст получил тринадцать номинаций и выиграл в трёх из них.
| Год  | Номинирован за                                                  | Награда                                                   | Итог      | И       |
| ---- | --------------------------------------------------------------- | --------------------------------------------------------- | --------- | ------- |
| 2004 | Канье Уэст                                                      | Лучший новый артист в жанрах R&B, соул или рэп            | Номинация | [ 162 ] |
| 2005 | «Jesus Walks»                                                   | Лучшее музыкальное видео в жанрах R&B, соул или рэп       | Номинация | [ 21 ]  |
| 2006 | «Gold Digger»                                                   | Лучшая танцевальная композиция в жанрах R&B, соул или рэп | Номинация | [ 163 ] |
| 2006 | «Gold Digger»                                                   | Лучшее музыкальное видео в жанрах R&B, соул или рэп       | Победа    | [ 164 ] |
| 2009 | 808s & Heartbreak                                               | Альбом года                                               | Номинация | [ 165 ] |
| 2009 | «Knock You Down» (Кери Хилсон совместно с Канье Уэстом и Ne-Yo) | Лучшая совместная работа                                  | Победа    | [ 166 ] |
| 2011 | «All of the Lights» (совместно с Рианной, Kid Cudi и Ферги)     | Песня года                                                | Номинация | [ 167 ] |
| 2011 | «All of the Lights» (совместно с Рианной, Kid Cudi и Ферги)     | Лучшая хип-хоп-песня года                                 | Номинация | [ 168 ] |
| 2011 | «Otis» (совместно с Jay Z и Отисом Реддингом)                   | Лучшая хип-хоп-песня года                                 | Номинация | [ 168 ] |
| 2011 | Watch the Throne (совместно с Jay Z)                            | Альбом года                                               | Номинация | [ 169 ] |
| 2012 | «Mercy» (совместно с Big Sean, Pusha T и 2 Chainz)              | Лучшая хип-хоп-песня года                                 | Победа    | [ 170 ] |
| 2015 | «Blessings» (Big Sean совместно с Дрейком и Канье Уэстом)       | Лучшая хип-хоп-песня года                                 | Номинация | [ 171 ] |
| 2015 | «Blessings» (Big Sean совместно с Дрейком и Канье Уэстом)       | Лучшая совместная работа                                  | Номинация | [ 171 ] |

## The Source Awards
The Source Awards — ежегодная премия, вручавшаяся журналом The Source. Уэст был номинирован в семи категориях, из которых он выиграл в трёх.
| Год  | Номинирован за                                             | Награда                                   | Итог      | И       |
| ---- | ---------------------------------------------------------- | ----------------------------------------- | --------- | ------- |
| 2004 | «Slow Jamz» (Twista совместно с Канье Уэстом и Jamie Foxx) | Лучшая совместная R&B/рэп-композиция года | Номинация | [ 172 ] |
| 2004 | The College Dropout                                        | Альбом года                               | Победа    | [ 173 ] |
| 2004 | «Through the Wire»                                         | Видео года                                | Победа    | [ 173 ] |
| 2004 | Канье Уэст                                                 | Лучший новый исполнитель                  | Победа    | [ 173 ] |
| 2004 | Канье Уэст                                                 | Лирик года                                | Номинация | [ 172 ] |
| 2004 | Канье Уэст                                                 | Лучший исполнитель, выступающий вживую    | Номинация | [ 172 ] |
| 2004 | Канье Уэст                                                 | Продюсер года                             | Номинация | [ 172 ] |

## Teen Choice Awards
Teen Choice Awards — молодёжная награда, ежегодно присуждаемая компанией Fox, поощряющая крупнейшие достижения в музыке, кино, спорте, телевидении, моде и др. Голосование проводится среди подростков 13-19 лет. Уэст получил 12 номинаций и выиграл одну из них.
| Год  | Номинирован за                                              | Награда                       | Итог      | И       |
| ---- | ----------------------------------------------------------- | ----------------------------- | --------- | ------- |
| 2005 | Канье Уэст                                                  | Лучший рэп-музыкант           | Номинация | [ 174 ] |
| 2006 | Канье Уэст                                                  | Лучший рэп-музыкант           | Номинация | [ 21 ]  |
| 2006 | Канье Уэст                                                  | Лучший артист среди мужчин    | Номинация | [ 21 ]  |
| 2008 | Канье Уэст                                                  | Лучший рэп-музыкант           | Номинация | [ 21 ]  |
| 2008 | Канье Уэст                                                  | Лучший артист среди мужчин    | Номинация | [ 21 ]  |
| 2008 | «Homecoming» (совместно с Крисом Мартином)                  | Лучшая R&B/хип-хоп-композиция | Номинация | [ 21 ]  |
| 2009 | Канье Уэст                                                  | Лучший рэп-музыкант           | Победа    | [ 175 ] |
| 2011 | Канье Уэст                                                  | Лучший R&B/хип-хоп-музыкант   | Номинация | [ 176 ] |
| 2011 | «All of the Lights» (совместно с Рианной, Kid Cudi и Ферги) | Лучшая R&B/хип-хоп-композиция | Номинация | [ 176 ] |
| 2012 | Канье Уэст                                                  | Лучший R&B/хип-хоп-музыкант   | Номинация | [ 177 ] |
| 2013 | Канье Уэст                                                  | Лучший R&B/хип-хоп-музыкант   | Номинация | [ 178 ] |
| 2015 | Канье Уэст                                                  | Лучший R&B/хип-хоп-музыкант   | Номинация | [ 179 ] |

## Vibe Awards
Vibe Awards — ежегодная премия, вручавшаяся журналом Vibe. Уэст получил десять номинаций и выиграл две из них.
| Год  | Номинирован за        | Награда                     | Итог      | И       |
| ---- | --------------------- | --------------------------- | --------- | ------- |
| 2004 | «Jesus Walks»         | Горячий хук                 | Номинация | [ 180 ] |
| 2004 | «Slow Jamz»           | Крутейшая совместная работа | Номинация | [ 180 ] |
| 2004 | «All Falls Down»      | Реальное видео              | Номинация | [ 180 ] |
| 2004 | Канье Уэст            | Артист года                 | Номинация | [ 180 ] |
| 2005 | «Gold Digger»         | Крутейшая совместная работа | Номинация | [ 181 ] |
| 2005 | Канье Уэст            | Артист года                 | Номинация | [ 181 ] |
| 2005 | Канье Уэст            | Лучший рэпер                | Победа    | [ 21 ]  |
| 2005 | Late Registration     | Альбом года                 | Номинация | [ 181 ] |
| 2007 | Канье Уэст            | Самый стильный артист       | Номинация | [ 182 ] |
| 2007 | Can't Tell Me Nothing | Микстейп года               | Победа    | [ 182 ] |

## World Music Awards
World Music Awards — международная музыкальная премия, вручаемая ежегодно с 1989 года в Монте-Карло. Присуждается исполнителям по результатам мировых продаж их аудиозаписей. Уэст был номинирован четыре раза, два из которых он выиграл.
| Год  | Номинирован | Награда                           | Итог      | И       |
| ---- | ----------- | --------------------------------- | --------- | ------- |
| 2004 | Канье Уэст  | Лучший новый артист среди мужчин  | Победа    | [ 183 ] |
| 2006 | Канье Уэст  | Самый успешный хип-хоп/рэп артист | Победа    | [ 184 ] |
| 2007 | Канье Уэст  | Самый успешный хип-хоп/рэп артист | Номинация | [ 21 ]  |